# 10 novembre
Il 10 novembre è il 314º giorno del calendario gregoriano (il 315º negli anni bisestili). Mancano 51 giorni alla fine dell'anno.

## Eventi
- 1160 – Il Grande ammiraglio del Regno di Sicilia Maione da Bari viene assassinato a Palermo nell'ambito della congiura ordita da Matteo Bonello
- 1293 – Nell'Isola di Giava nasce il Regno di Majapahit, con l'incoronazione del suo primo sovrano Raden Wijaya
- 1441 - Alfonso V d'Aragona inizia l'Assedio di Napoli
- 1444 – Battaglia di Varna: le forze crociate di re Ladislao III di Polonia vengono sconfitte dai turchi del sultano Murad II. Ladislao muore in battaglia
- 1483 - Nascita di Martin Lutero, tedesco fondatore della chiesa protestante
- 1674 – Guerre anglo-olandesi: come previsto dal Trattato di Westminster, i Paesi Bassi cedono i Nuovi Paesi Bassi all'Inghilterra
- 1766 – L'ultimo governatore coloniale del New Jersey, William Franklin, firma lo statuto del Queen's College (in seguito ribattezzato Rutgers University)
- 1775 – Guerra d'indipendenza americana: il Congresso continentale passa una risoluzione che crea i Continental Marines (il futuro Corpo dei Marines degli Stati Uniti) per servire come truppe da sbarco nella recentemente creata Marina continentale
- 1859 – Trattato di Zurigo: la Lombardia viene ceduta dall'Impero austriaco al Regno di Sardegna
- 1871 – Henry Morton Stanley individua l'esploratore e missionario scomparso, David Livingstone a Ujiji, nei pressi del Lago Tanganica esclamando la famosa frase: "Il Dottor Livingstone, suppongo?"
- 1919 – La prima convenzione nazionale della American Legion si svolge a Minneapolis (Minnesota)
- 1928
  - Hirohito viene incoronato 124º imperatore del Giappone
- 1942 – Seconda guerra mondiale: le forze tedesche e italiane invadono la Francia di Vichy a seguito dell'accordo dell'ammiraglio francese François Darlan per un armistizio con gli Alleati nel Nordafrica, nell'Operazione Anton.
- 1951 – Inaugurazione del servizio di telefonate dirette da costa a costa negli Stati Uniti
- 1954 – Il presidente statunitense Dwight D. Eisenhower inaugura il memoriale di guerra dei Marines (Memoriale di Iwo Jima) del Cimitero nazionale di Arlington
- 1969 – La National Educational Television (che diverrà il Public Broadcasting Service) degli Stati Uniti manda in onda per la prima volta il programma per bambini Sesame Street
- 1970
  - Viene lanciata la sonda lunare sovietica Lunochod 1
  - Guerra del Vietnam: vietnamizzazione – Per la prima volta in cinque anni, un'intera settimana termina senza vittime statunitensi nel Sud-est asiatico
- 1971 – In Cambogia, le forze dei Khmer rossi attaccano la città di Phnom Penh e il suo aeroporto, uccidendo 44 persone, ferendone 30 e danneggiando 9 aerei
- 1975
  - Italia e Jugoslavia firmano il Trattato di Osimo stabilendo il confine italo-iugoslavo a Trieste.
  - Risoluzione 3379 delle Nazioni Unite: l'Assemblea generale delle Nazioni Unite approva una risoluzione che parifica il Sionismo al razzismo (la risoluzione verrà abrogata nel dicembre 1991)
- 1982 - Morte dell'ex presidente dell'Unione Sovietica Leonid Brezhnev
- 1989 – Dopo 35 anni di governo comunista in Bulgaria, il capo del Partito Comunista Bulgaro, Todor Živkov, viene sostituito dall'ex primo ministro Petre Mladenov che cambia il nome del partito in Partito Socialista Bulgaro
- 1995 – In Nigeria, l'autore televisivo, romanziere, imprenditore ed ambientalista Ken Saro-Wiwa e altri otto attivisti del Movimento per la Sopravvivenza del Popolo Ogoni (Mosop), vengono impiccati dalle forze governative
- 1997
  - Le società di telecomunicazioni WorldCom ed MCI annunciano una fusione per un controvalore di 37 miliardi di dollari (la più grande fusione nella storia degli USA).
  - Una giuria di Fairfax (Virginia) dichiara Mir Aimal Kasi colpevole dell'uccisione di due impiegati della CIA nel 1993
- 2001 – Australia: il Partito Liberale d'Australia di John Howard vince per la terza volta consecutiva le elezioni politiche
- 2007 – Crisi internazionale Spagna-Venezuela. A Santiago del Cile, nel vertice tra Spagna e paesi latinoamericani il presidente del Venezuela, Hugo Chávez, accusa l'ex presidente del governo spagnolo, José María Aznar, di essere un fascista e di aver agevolato il golpe del 2002. Dura replica di José Luis Rodríguez Zapatero e Juan Carlos I di Spagna.

## Nati
Ci sono circa 1 170 voci su persone nate il 10 novembre; vedi la pagina Nati il 10 novembre per un elenco descrittivo o la categoria Nati il 10 novembre per un indice alfabetico.

## Morti
Ci sono circa 470 voci su persone morte il 10 novembre; vedi la pagina Morti il 10 novembre per un elenco descrittivo o la categoria Morti il 10 novembre per un indice alfabetico.

## Feste e ricorrenze
Giornata mondiale della scienza per la pace e lo sviluppo

### Civili
Nazionali:
- Turchia - Ricordo di Mustafa Kemal Atatürk (1881-1938)

### Religiose
Cristianesimo:
- San Leone Magno, papa e dottore della Chiesa
- Sant'Adelelmo di Seez, vescovo
- Sant'Andrea Avellino, sacerdote
- San Baudolino di Alessandria, eremita
- San Costantino Cachai, martire
- San Demetriano di Antiochia, vescovo
- Sant'Elaeth, re inglese
- Santa Fiorenza di Agde, martire
- San Giusto di Canterbury, vescovo
- San Modesto di Agde, martire
- Santi Narsete e Giuseppe, martiri in Persia
- Santa Ninfa, martire
- Sant'Oreste di Tiana in Cappadocia, martire
- Santa Osnat, vergine irlandese
- San Probo di Ravenna, vescovo
- San Tiberio d'Agde, martire
- San Trifone di Nizza, martire
- San Trifone (Adelfia-Montrone, Bari), martire
- Beato Joaquin Pina Piazuelo, religioso e martire
- Beata Biagia della Croce (Juana Pérez de Labeaga García), vergine e martire
- Beata Emanuela del Sacro Cuore di Gesù (Manuela Arriola Uranga), vergine e martire
- Beati Johannes Prassek, Hermann Lange e Eduard Muller, martiri di Lubecca
- Beata Lucilla di Gesù (Lucía González García), vergine e martire
- Beate Martiri spagnole suore ancelle adoratrici del SS. Sacramento e della Carità